# Scott Bowen
Pour les articles homonymes, voir Bowen.
 Scott Bowen, né le 20 septembre 1972 à Sydney, est un ancien joueur de rugby à XV qui a joué avec l'équipe d'Australie.  Il évoluait au poste de demi d'ouverture (1,78 m pour 86 kg).  

## Carrière
Il a eu sa première sélection avec l'équipe d'Australie le 31 juillet 1993 contre l'Afrique du Sud. Son dernier test match fut contre cette même équipe  le 3 août 1996.
Il a disputé un match de la coupe du monde de 1995.
Il fut depuis entraîneur de l'équipe d'Australie de rugby à VII en 2004 avant de prendre les rênes du club de Sydney de Eastern Suburbs. Parallèlement à cet engagement, il devient entraîneur adjoint du Sydney Fleet, équipe du Australian Rugby Championship, en 2007.

## Palmarès
- Nombre de test matchs avec l'Australie : 9 entre 1993 et 1996